# جان آرلج
جان آرلج (انگلیسی: John Arledge; ۱۲ مارس ۱۹۰۶ – ۱۵ مهٔ ۱۹۴۷) هنرپیشه سینما و تئاتر اهل کشور ایالات متحده آمریکا بود. وی بین سال‌های ۱۹۳۰ تا ۱۹۴۷ میلادی فعالیت می‌کرد و نقش‌های فرعی بسیاری را در فیلم‌های آمریکایی آن دوران ایفا نمود.

## گزیده فیلمشناسی
از فیلم‌ها یا برنامه‌های تلویزیونی که وی در آن نقش داشته‌است می‌توان به آثار زیر اشاره کرد.
- سلطان جاز (۱۹۳۰)
- بابا لنگ‌دراز (فیلم ۱۹۳۱) (۱۹۳۱)
- پیاده‌روی لاس‌زنی (۱۹۳۴)
- بربادرفته (فیلم ۱۹۳۹) (۱۹۳۹)
- خوشه‌های خشم (فیلم) (۱۹۳۹)
- محموله عجیب (فیلم ۱۹۴۰) (۱۹۴۰)
- آریزونا (فیلم ۱۹۴۰) (۱۹۴۰)
- گذرگاه تاریک (۱۹۴۷)